# Caripeta divisata
Caripeta divisata là một loài bướm đêm trong họ Geometridae.